# Paul Doktor

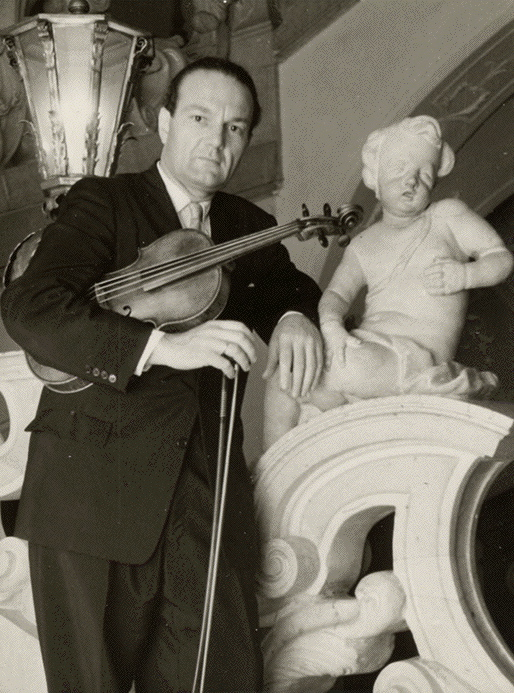
Paul Doktor

Paul Doktor (* 28. März 1917 in Wien; † 21. Juni 1989 in New York City) war ein österreichisch-amerikanischer Violinist, Bratschist und Dirigent.

## Leben und Werk
Paul Doktor wurde am 28. März 1917 als Sohn der Sängerin und Pianistin Georgine und des Bratschisten Karl Doktor in Wien geboren. Er lernte ab  seinem 5. Lebensjahr bei seinem Vater Violine, der selbst Mitglied des in den 1920er renommierten Busch Quartetts (Adolf Busch, 1891–1952) war. Er graduierte 1938 als Violinist an der Universität für Musik und darstellende Kunst Wien. Er entwickelte sich zunehmend zu einem herausragenden Bratschisten. 1942 erhielt er den ersten Preis für Bratsche beim Internationalen Musikwettbewerb von Genf.
Paul Doktor verließ Wien nach dem Anschluss Österreichs 1938. Von 1939 bis 1947 wirkte er als Solobratschist des Luzerner Sinfonieorchester. 1947 emigrierte er in die Vereinigten Staaten. 1952 wurde er amerikanischer Staatsbürger.
Paul Doktor gab im Verlag G. Schirmer Inc. verschiedene Sammlungen wie Solos for the Viola Player, Schubert’s Arpeggione-Sonate, Two Sonatas by Brahms, Mozarts Duets for Violin and Viola und weitere heraus.
1953 wurde er in die Fakultät des Mannes College of Music in New York berufen. Ab 1970 unterrichtete er an der Philadelphia Academy und ab 1971 an der Juilliard School of Music. 1977 wurde er in Anerkennung seiner vielfältigen musikpädagogischen Leistungen als Artist-Teacher of the Year seitens der American String Teachers Association ausgezeichnet.